# Stationstunneln

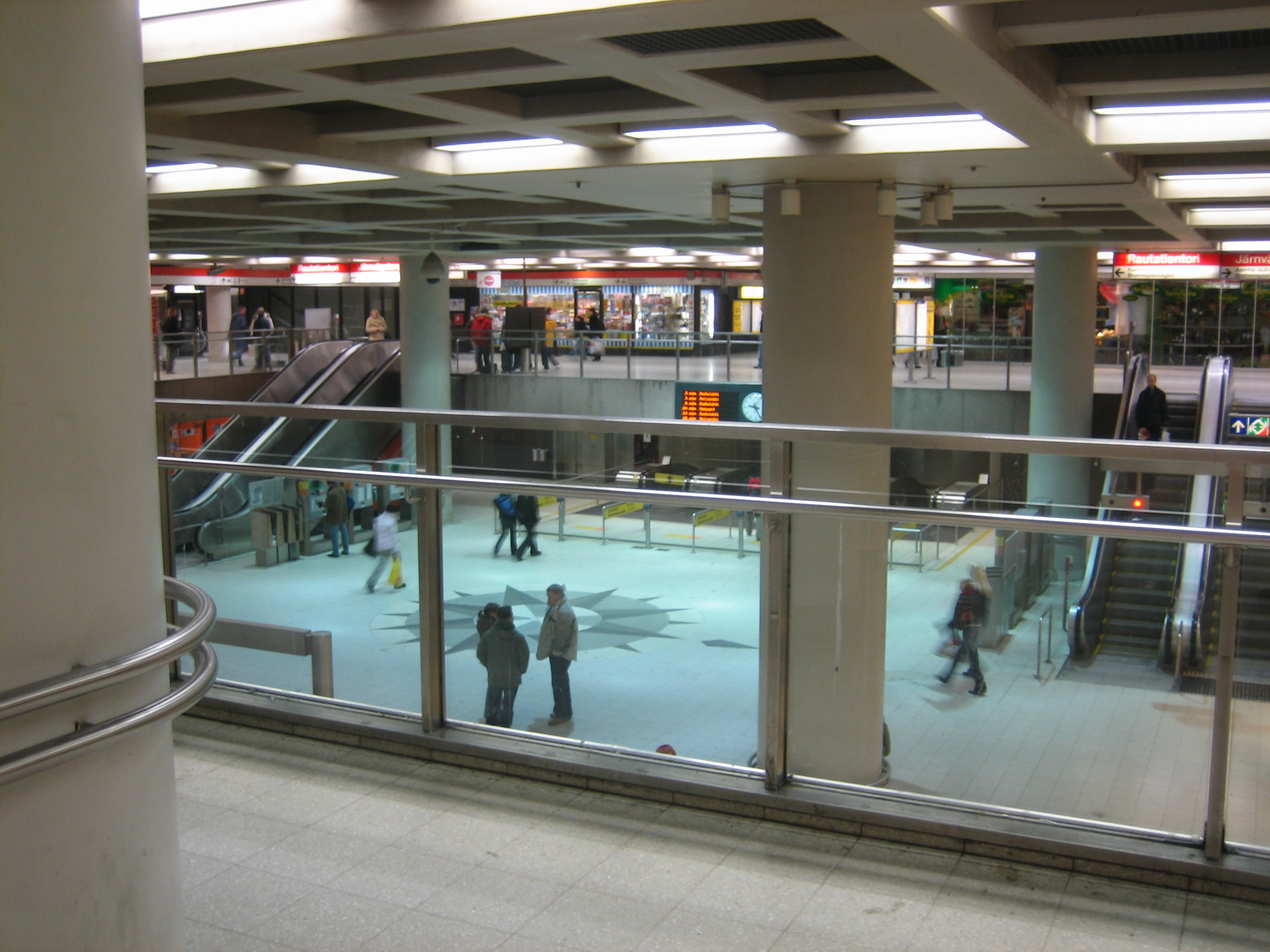
Stationstunneln i Helsingfors

Stationstunneln, fi. Asematunneli, är ett underjordiskt affärscentrum i centrala Helsingfors som byggdes mellan åren 1966 och 1967. Ovanför tunneln ligger Brunnsgatan.
Tunneln förbinder Helsingfors järnvägsstation med City-Center (s.k. Korvhuset). Järnvägstorgets metrostations biljetthall ligger i Stationstunneln. Tunneln även har underjordiska förbindelser till varuhuset Sokos och köpcentret Forum.